# Priscacara
Priscacara è un genere di pesci fossili appartenenti alla famiglia Percidae.

## Diffusione
Fossili di questo genere sono stati ritrovati nelle rocce chiamate "Formazioni del Green River" risalenti all'Eocene (da 56 a 34 milioni di anni fa), nello stato statunitense del Wyoming.

## Descrizione
Le dimensioni variavano: dai 15 cm di P. liops ai 37 cm di P. serrata.

## Alimentazione
Dallo studio dei fossili è emerso che i pesci del genere Priscacara si nutrivano di piccoli crostacei.

## Specie
Attualmente sono riconosciute tra i fossili scoperti tre specie:
- Priscacara liops
- Priscacara pealei
- Priscacara serrata